# Клір-Лейк (округ Линн, Орегон)
Клір-Лейк (з анг. "чисте озеро") — гірське озеро 138 км на північний схід від Юджина, штат Орегон (США) в окрузі Линн. Він має два основні корпуси, з’єднані вузьким горлечком. Озеро в основному живиться сніговим стоком із сусідньої гори Вашингтон та прилеглих територій. Стік фільтрується через печери більше 20 років, перш ніж впасти в Чисте озеро. Озеро також живиться двома маленькими струмками, які можуть пересихати сезонно, разом із Великим джерелом, джерелом річки Маккензі.
Озеро Клір-Лейк є витоком річки Макензі, яка є єдиним джерелом питної води для Юджина. 

## Дайвінг
Повідомляється, що Клір-Лейк є одним з виняткових місць для дайвінгу в прісній воді в Орегоні.  На глибині 30 м в озері спостерігаються прямостоячі дерева, які загинули приблизно 3000 років тому, коли вулканічна діяльність сформувала озеро. Дерева чудово збереглися завдяки холодній цілорічній температурі води 35–43 °F (1,6–6 °C). 

## Піші прогулянки
Озеро Клір-Лейк оточене стежкою Клір-Лейк-Луп,  пішохідною петлею, що складається з Стежки Клір-Лейк-Трейл і Стежки Маккензі-Рівер, протяжністю 8 км. Супровідний маршрутний путівник, підготовлений Національним лісом Вілламетт, розповідає відвідувачам про Клір-Лейк і сусіднє лавове поле та ліс. 

## Зовнішні посилання
- Вікісховище має мультимедійні дані за темою: Клір-Лейк (округ Линн, Орегон)